# زنبورخوار سبز آفریقایی
زنبورخوار سبز آفریقایی (نام علمی: Merops viridissimus)، گونه‌ای از پرندگان از خانواده زنبورخواران است که در سراسر مناطق خشک آفریقا از شرق سنگال تا اتیوپی یافت می‌شود و در چند دهه گذشته دامنه خود را از شمال تا مصر گسترش داده‌است.
تصور می‌شود که سه زیرگونه وجود دارد:
- M. v. viridissimus: بیشتر آفریقا از شرق سنگال تا اتیوپی
- M. v. flavoviridis: چاد تا شرق سودان
- M. v. cleopatra: شمال سودان و دره نیل مصر